# Sceloenopla quinquemaculata
Sceloenopla quinquemaculata là một loài bọ cánh cứng trong họ Chrysomelidae. Loài này được Guérin-Méneville miêu tả khoa học năm 1844.